# Nová teritoria

Nová teritoria zeleně (bíle ostrov Hongkong a poloostrov kau-lung)

Nová teritoria, anglicky New Territories, je jedna ze tří hlavních částí administrativního rozdělení Hongkongu, vedle Hongkongského ostrova a poloostrova Kau-lung. Nová teritoria tvoří 86,2 % území Hongkongu a mají přibližně polovinu všeho obyvatelstva této autonomní Zvláštní administrativní oblasti v rámci Čínské lidové republiky. 

## Historie
Historicky je to region popsaný v Úmluvě o rozšíření území Hongkongu mezi Čínským císařstvím a Spojeným královstvím Velké Británie a Irska ze dne 9. června 1898. Nová teritoria nebyla nikdy formálně součástí Britské korunní kolonie Hongkong, byla však pod britskou správou. Tvořila nutné zázemí korunní kolonie pro zajištění její životaschopnosti a bezpečnosti pod vládou Spojeného království. Podle zmíněné smlouvy zahrnovala tato území pevninskou oblast severně od Boundary Street na poloostrově Kau-lung a jižně od řeky Sham Chun, což je hranice mezi Hongkongem a ostatní pevninskou Čínou, a také více než 200 přilehlých ostrovů. To jsou především ostrovy Lantau Island, Lamma Island, Cheung Chau a Peng Chau, které všechny patří do Nových teritorií a tím pádem do Hongkongu. Nová teritoria však byla Čínským císařstvím v roce 1898 Spojenému království pouze pronajata na dobu 99 let. Po vypršení této lhůty stanovené v nájemní smlouvě byla v roce 1997 svrchovanost nad celým Hongkongem včetně Nových teritorií převedena novou smlouvou na Čínskou lidovou republiku. V roce 2011 činila populace Nových teritorií přibližně 3 600 000 obyvatel, s hustotou obyvatelstva cca 3 800 na kilometr čtvereční. 
Značná část Nových teritorií byly a do jisté míry doposud jsou oblasti venkovského ražení, ve kterých byly provozovány zemědělství a rybolov. Pokusy o modernizaci urbanisticky nedořešených částí Nových teritorií se plně rozvinuly až na konci 70. let 20. století, kdy bylo postaveno formou masové zástavby mnoho nových satelitních předměstí, a to kvůli stěhování čínských obyvatel z Kau-lungu a Hongkongského ostrova. I přesto, že iniciovala rychlý rozvoj těchto nových předměstí, která v současnosti pojmou více než 3 miliony obyvatel, omezuje vláda Hongkongu zastavěné oblasti na několik lokalit a snaží se rezervovat části Nových teritorií jako parky.

## Populace
Podle sčítání lidu z roku 2011 činila populace Nových teritorií 3 691 093 obyvatel, což představuje 52,2 % celkové populace Hongkongu. 88,4 % obyvatel Nových teritorií používá jako svůj hlavní jazyk jihočínskou kantonštinu. 4,3 % jejich obyvatel používá angličtinu a 1,2 % lidí mají jako svůj mateřský jazyk standardní čínštinu. 3,3 % obyvatel Nových teritorií mluví jinými čínskými dialekty. 95,1 % obyvatel Nových teritorií jsou příslušníky čínského národa. 4,9 % obyvatel, tedy cca 181 000 lidí, jsou příslušníky různých menšinových skupin. Největší z nich, kolem 57 000 obyvatel, jsou přistěhovalci z Filipín, jejichž podíl na těchto menšinách je 31,5 %. Dále to jsou Indonésané (26,2 %), další Jihoasiaté (14,5 %) a lidé smíšeného původu (11,2 %). Běloši, například Britové, mají na souhrnu menšin podíl 10,0 %, je jich tedy přibližně 18 tisíc.